# آلن دیویس
آلن دیویس (اسپانیایی: Allan Davis‎؛ زادهٔ ۲۷ ژوئیهٔ ۱۹۸۰) دوچرخه‌سوار اهل استرالیا است.
از باشگاه‌هایی که در آن رکاب زده‌است می‌توان به تیم دوچرخه‌سواری ماپی، تیم اونسه، تیم دوچرخه‌سواری یو.اس. پوستال سرویس، تیم کوئیک‌استپ فلورز، تیم آستانه، و تیم اوریکا–اسکات اشاره کرد.
وی در مسابقات کشوری و بین‌المللی در مجموع برندهٔ ۱ مدال طلا، ۲ مدال برنز شده‌است.